# Saison 2 d'Unbreakable Kimmy Schmidt
Chronologie
Saison 1 Saison 3
Cet article présente le guide des épisodes de la deuxième saison de la série télévisée américaine Unbreakable Kimmy Schmidt.

## Synopsis
Kimmy Schmidt, une jeune femme de 29 ans originaire de l'Indiana, part vivre à New York après avoir passé quinze ans sous terre dans un bunker, en compagnie de trois autres femmes. Elles étaient prisonnières d'un gourou leur ayant fait croire que l'Apocalypse avait eu lieu.

## Généralités
- La saison a été mise en ligne intégralement partout dans le monde le 15 avril 2016 sur Netflix.

## Distribution

### Acteurs réguliers
- Ellie Kemper (VF : Laëtitia Godès) : Kimberly « Kimmy » Schmidt
- Tituss Burgess (VF : Diouc Koma) : Titus Andromedon
- Carol Kane (VF : Véronique Augereau) : Lilian Kaushtupper
- Jane Krakowski (VF : Véronique Alycia) : Jacqueline Voorhees

### Acteurs récurrents
- Dylan Gelula (VF : Jessica Monceau) : Xanthippe « Xan » Lannister Voorhees
- Ki Hong Lee (VF : Anatole Thibault) : Ku Nguyen (Dong Nguyen en VO)
- Tanner Flood : Buckley Voorhees
- Anna Camp : Deirdre Robespierre
- Tina Fey : Dr Andrea Bulver
- Jon Hamm : Richard Wayne Gary Wayne

## Épisodes

### Épisode 1:Kimmy fait du patin à roulettes!
- : 15 avril 2016 sur Netflix

- Fred Armisen (Robert Durst)

### Épisode 2:Kimmy visite les égouts!
- : 15 avril 2016 sur Netflix

### Épisode 3:Kimmy va au spectacle!
- : 15 avril 2016 sur Netflix

### Épisode 4:Kimmy enlève Gretchen!
- : 15 avril 2016 sur Netflix

### Épisode 5:Kimmy abandonne!
- : 15 avril 2016 sur Netflix

### Épisode 6:Kimmy fait le chauffeur!
- : 15 avril 2016 sur Netflix

- Zosia Mamet (la femme hipster)
- Evan Jonigkeit (l'homme hipster)

### Épisode 7:Kimmy entre dans un bar!
- : 15 avril 2016 sur Netflix

### Épisode 8:Kimmy passe la nuit à l'hôtel!
- : 15 avril 2016 sur Netflix

- Joshua Jackson (Purvis)

### Épisode 9:Kimmy rencontre une dame ivre!
- : 15 avril 2016 sur Netflix

### Épisode 10:Kimmy se réfugie dans son jardin secret!
- : 15 avril 2016 sur Netflix

### Épisode 11:Kimmy rencontre une célébrité!
- : 15 avril 2016 sur Netflix

- Jeff Goldblum (Dr Dave)
- Niles Fitch (Tyler)

### Épisode 12:Kimmy voit un coucher de soleil!
- : 15 avril 2016 sur Netflix

- Ice-T (lui-même)

### Épisode 13:Kimmy retrouve sa mère!
- : 15 avril 2016 sur Netflix

- Lisa Kudrow (Lori-Ann Schmidt)